# Arrondissement de Duderstadt

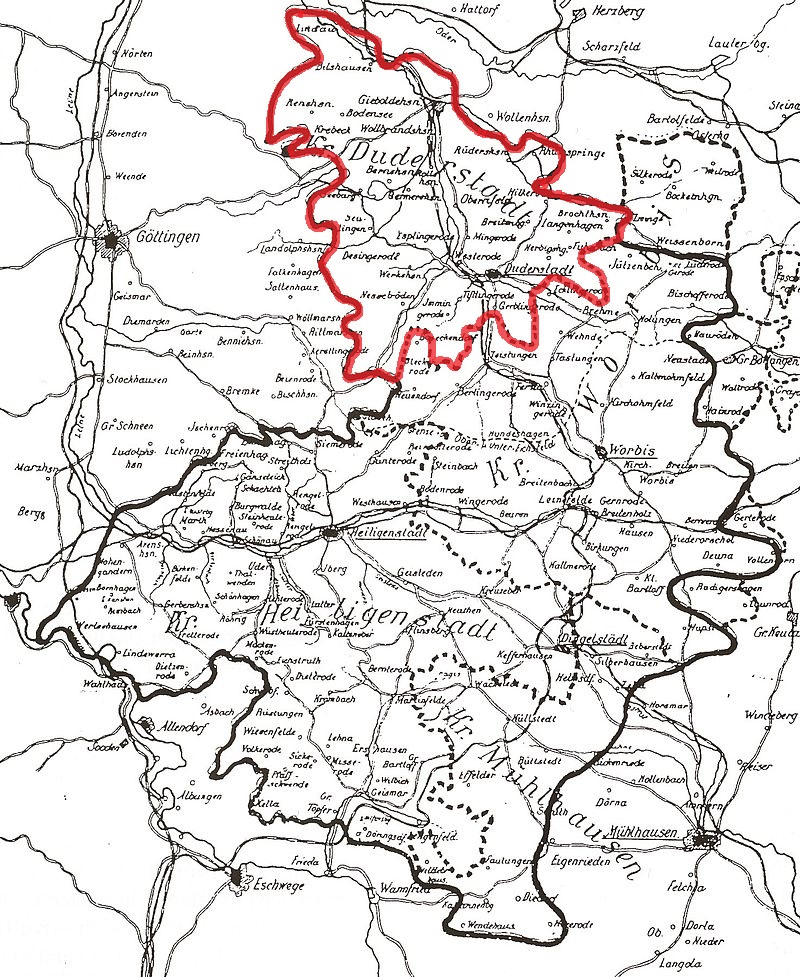
L'arrondissement de Duderstadt au nord d'Eichsfeld vers 1900

L'arrondissement de Duderstadt est un arrondissement avec Duderstadt comme chef-lieu, qui est fusionné avec les arrondissements de Göttingen et Northeim le 1er janvier 1973.

## Géographie

### Position
L'arrondissement de 220 km² est situé dans le sud de la Basse-Saxe et couvre la majeure partie de l'Untereichsfeld.

### Arrondissements voisins
En 1972, l'arrondissement était bordé dans le sens des aiguilles d'une montre au nord-ouest, en commençant par les arrondissements de Northeim et d'Osterode (tous deux en Basse-Saxe), l'arrondissement de Worbis (de) (en RDA) et l'arrondissement de Göttingen (en Basse-Saxe).

## Histoire
L'arrondissement de Duderstadt est formé le 1er avril 1885 à partir de l'ancien bureau hanovrien de Gieboldehausen (de), qui appartient à la Prusse depuis 1867, et de la ville de Duderstadt. L'arrondissement fait partie de la district d'Hildesheim. Il comprend 28 communes, a une superficie totale de 224 km² et compte 44 184 habitants en 1972. Jusqu'en 1945, les fonctionnaires de l'État prussien sont administrateurs et assument des tâches telles que la supervision de l'administration locale. Le comité de l'arrondissement prend en charge l'autonomie locale. L'administrateur et le comité sont des autorités indépendantes jusqu'en 1946. Une partie du tribunal de district (de) sert de siège administratif jusqu'en 1914, après quoi le nouveau bâtiment de la Worbiser Straße 9 est utilisé aux mêmes fins. En 1946, une nouvelle constitution d'arrondissement est adoptée, basée sur le modèle anglais, avec une double direction, avec le directeur d'arrondissement comme responsable des élections et l'administrateur comme représentant du conseil, dirigeant l'arrondissement. Dans le cadre de la réforme territoriale en Basse-Saxe, le 1er janvier 1973, l'arrondissement de Duderstadt est fusionné avec les arrondissements de Göttingen et de Münden pour former le nouveau arrondissement de Göttingen, à l'exception de la ville de Lindau, qui est intégrée à l'arrondissement de Nordeim.

### Évolution de la démographie
| Année | Habitants |
| ----- | --------- |
| 1885  | 25 115    |
| 1905  | 25 380    |
| 1925  | 27 439    |
| 1933  | 29 022    |
| 1939  | 28 444    |
| 1946  | 40 091    |

| Année | Habitants |
| ----- | --------- |
| 1950  | 43 102    |
| 1956  | 38 158    |
| 1961  | 38 713    |
| 1970  | 41 266    |
| 1971  | 41 200    |

## Politique

### Administrateurs de l'arrondissement
- 1885-1900 Karl von Oven (de)
- 1900-1917 Christian Karl von Byla (de)
- 1917-1927 Hans von Oldershausen (de)
- 1927-1933 Reinhold Schuster
- 1933-1944 Max Heinemann
- 1944-1945 Hermann Kratzin
- 1945-1946 Carl Goldmann
- 1946-1947 Wilhelm Schell, directeur principal
- 1948-1967 Matthias Gleitze (de), directeur principal
- 1968-1972 Walter Thöne, directeur principal

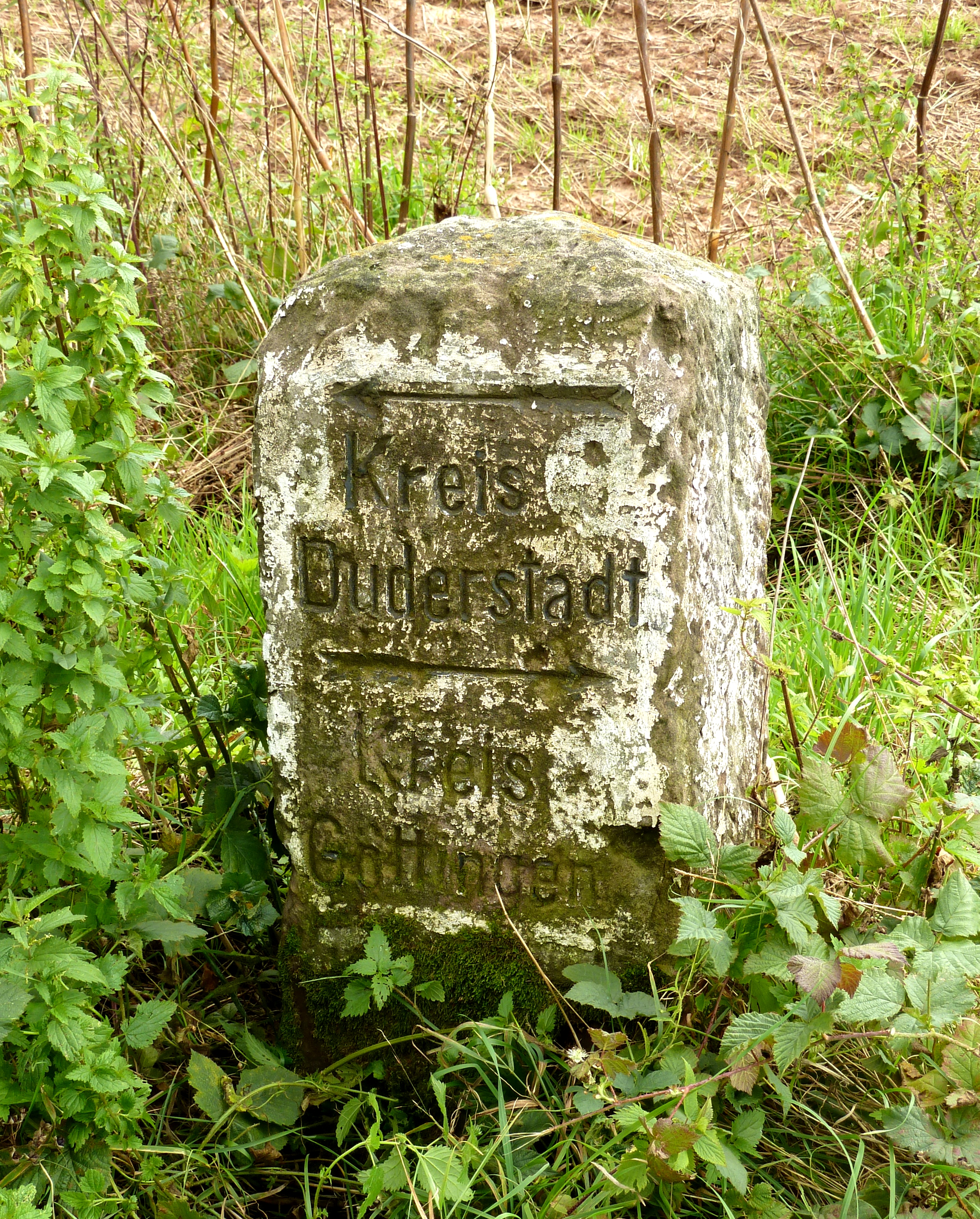
Borne frontière à l'ancienne frontière de l'arrondissement

- 1946 Carl Goldman
- 1946-1963 Karl Diedrich
- 1963-1972 Willi Döring (de)

## Communes
Les communes de l'arrondissement de Duderstadt sont (population au 6 juin 1961) :
| - Bernshausen (394) - Bilshausen (2162) - Bodensee (576) - Breitenberg (867) - Brochthausen (631) - Desingerode (497) - Duderstadt, vile (10 709) - Esplingerode (203) - Fuhrbach (898) - Gerblingerode (1162) | - Germershausen (360) - Gieboldehausen (2927) - Hilkerode (1397) - Immingerode (445) - Krebeck (566) - Langenhagen (729) - Lindau (2070) - Mingerode (1164) - Nesselröden (1780) - Obernfeld (926) | - Renshausen (418) - Rhumspringe (1811) - Rollshausen (719) - Rüdershausen (1071) - Seeburg (731) - Seulingen (1099) - Tiftlingerode (595) - Werxhausen (427) - Westerode (741) - Wollbrandshausen (648) |

Westerode est incorporée à la ville de Duderstadt le 1er février 1971.